# Enceinte de Bruch
L'enceinte de Bruch est un ensemble de vestiges de fortifications d'agglomération situé sur la commune de Bruch, dans le département français de Lot-et-Garonne, en France.

## Localisation
Les vestiges de l'enceinte sont les tours au nord et au sud du castelnau.

## Historique
La première trace écrite de Bruch est l'hommage féodal d’Arnaud Garsie du Fossat à Raymond VII, comte de Toulouse, pour le castrum de Bruch date de 1249.
Le 12 novembre 1286, Raymond Bernard du Fossat, prieur du Mas-d'Agenais, tuteur de son neveu, Gautier VI du Fossat, reconnaît tenir du roi d'Angleterre, duc de Guyenne et comte d'Agenais,  le castrum de Bruch et ses dépendances. Le principal fief des du Fossat était la baronnie de Madaillan.
Dans le premier tiers du XIIIe siècle, la motte de Bruch a dû être considérée comme insuffisante par les seigneurs de Bruch qui ont choisi d'établir un castrum suivant un plan orthogonal et protégé par une enceinte. On pénétrait dans la ville par les deux tours encore en place.
Vers 1300, la famille des seigneurs de Lamothe devient seigneur de Bruch. Autour de 1400, Bertrand de Lamothe, seigneur de Bruch, est attaqué et fait prisonnier par Jean de Ferréol, son cousin et seigneur de Tonneins, attaché au parti anglais. L’histoire raconte que Jean de Ferréol a retenu Bertrand de Lamothe enfermé durant sept années dans une des basses-fosses du château de Bruch, avec l’interdiction de changer de vêtements ou de couper ses cheveux. 
Pons VI de Castillon l'ayant délivré Bertrand lui a légué son château en 1407, mort avant 1422. Sa fille unique, Jeanne de Castillon, s'est mariée avec Fortanier de Lescun qui est mort en 1439. Jeanne de Castillon et son fils Jean de Lescun ont été bannis par le roi Henri VI en 1422. Les biens de Pons VI de Castillon ont été transmis à Pons VII de Castillon par le roi Henri VI, en 1425. Pons VII est mort en 1433. Bruch reste une possession anglaise jusqu’en 1453. 
La fille de Pons VII, Bourguine, est dame de Castillon, baronne de Monségur, dame de La Marque, de Saint-Mambert (Château-Latour), de Bruch et autre lieux, mariée vers 1420 avec Bertrand de Pardaillan, seigneur de La Motte et coseigneur de Gondrin. Elle vivait encore en 1466. Leur fils, Pons de Pardaillan, dit de Castillon, est seigneur de Gondrin, vicomte de Castillon, seigneur de Bruch, Justian et autres lieux ; puis Jean, Arnaud de Pardaillan, seigneur de Bruch, chevalier des ordres du roi, marié à Jacquette d'Antin ; puis leur fils Antoine, marié en 1521 avec Paule d'Espagne, dame de Montespan, encore seigneur de Bruch en juillet 1562 quand Blaise de Monluc a logé des compagnies à Bruch.
Des baies géminées ont été ouvertes dans la tour nord au XVIe siècle. En 1589 la ville de Bruch passe sous l'autorité du roi de Navarre, puis des rois de France.
La tour sud a été touchée par la foudre en 1910. Des travaux de restauration de la tour nord ont été entrepris en 1934 et en 1956.
L'ensemble de ces vestiges est classé au titre des monuments historiques en 1906,.